# Estación Feira
La Estación Feira es una de las estaciones del Metro de Brasilia, situada en la ciudad satélite del Guará, entre la Estación Shopping y la Estación Guará. La estación está localizada junto a la Feria del Guará, un importante centro de compras y productos tradicionales brasileños.
Fue inaugurada en 2001 y atiende principalmente la demanda de la Feria, responsable de los picos en el número de usuarios cuando abre.

## Cercanías
- Feria Permanente del Guará
- Administración Regional del Guará - RA-X